# Felix Schwormstädt

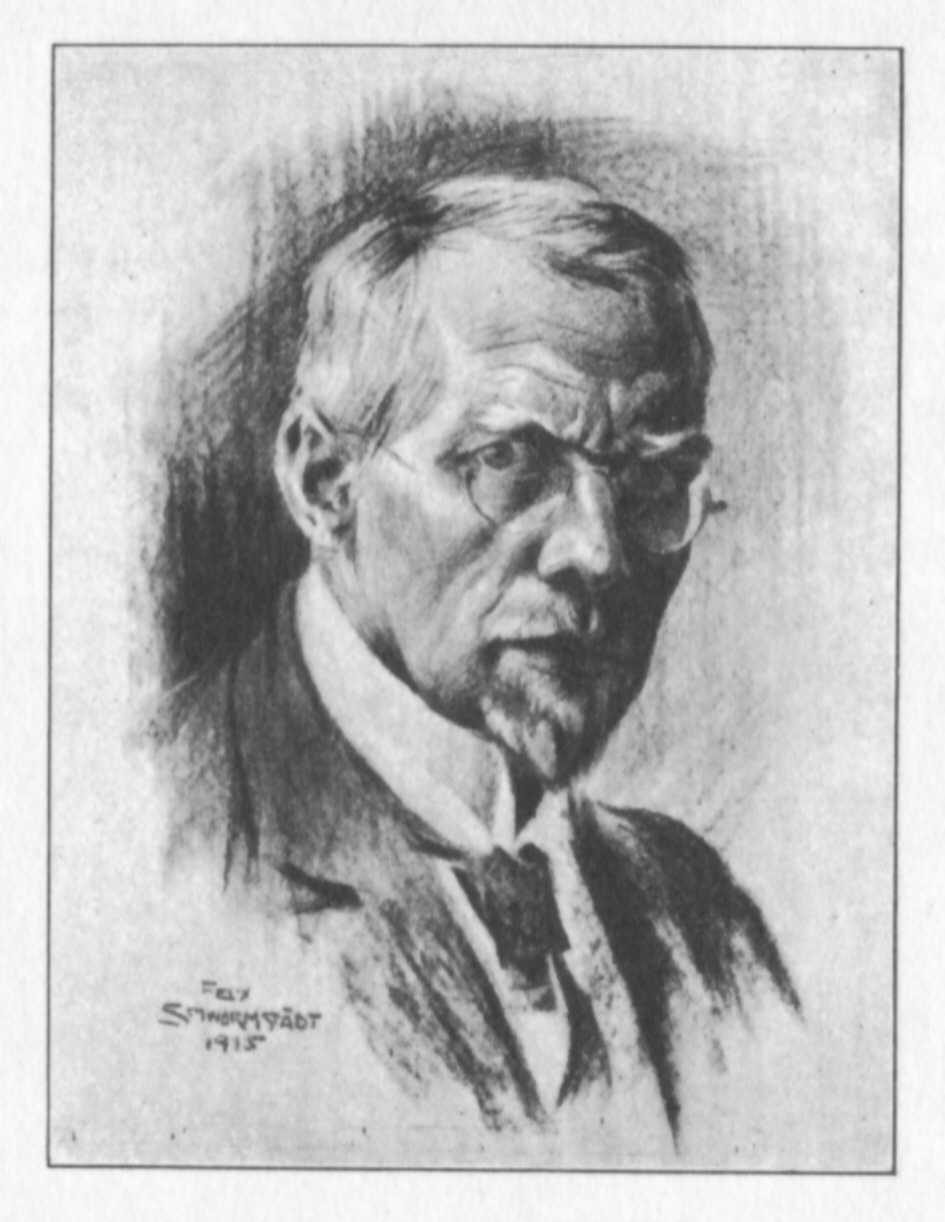
Felix Schwormstädt (Selbstporträt, 1915)

Felix Schwormstädt (* 16. September 1870 in Hamburg; † 18. Februar 1938 in Locarno, Schweiz) war ein deutscher Maler, Zeichner und Illustrator. Er machte sich als Marinemaler einen Namen.

## Leben
Schwormstädt studierte an der Staatlichen Akademie der Bildenden Künste Karlsruhe und an der Akademie der Bildenden Künste München. Der Schüler von Carl von Marrs begann seine künstlerische Laufbahn als Buchillustrator u. a.für den Leipziger Paul List Verlag (7 Vollbilder Romanausgabe „Renata“ 1913 von Julius Wolff). Er war als Grafiker für die Hapag und den Norddeutschen Lloyd tätig, ehe er zu einem führenden Pressezeichner der Leipziger Illustrierten Zeitung im Ersten Weltkrieg wurde. Um 1920 arbeitete er als Professor am Bauhaus in Weimar und wieder vermehrt für den Norddeutschen Lloyd.
Im Jahr 1906 kaufte er eine Villa in Stockdorf. Dort lebte er zurückgezogen, bis er 1931 in die Schweiz auswanderte. Während dieser Zeit zeichnete er auch realistische Dorfszenen aus dem Ort, wie das Veteranenfest oder spielende Kinder.

## Galerie

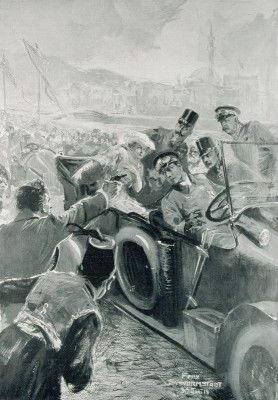
Attentat von Sarajevo. Nachempfundene Abbildung für die Leipziger Illustrirte Zeitung (1914)
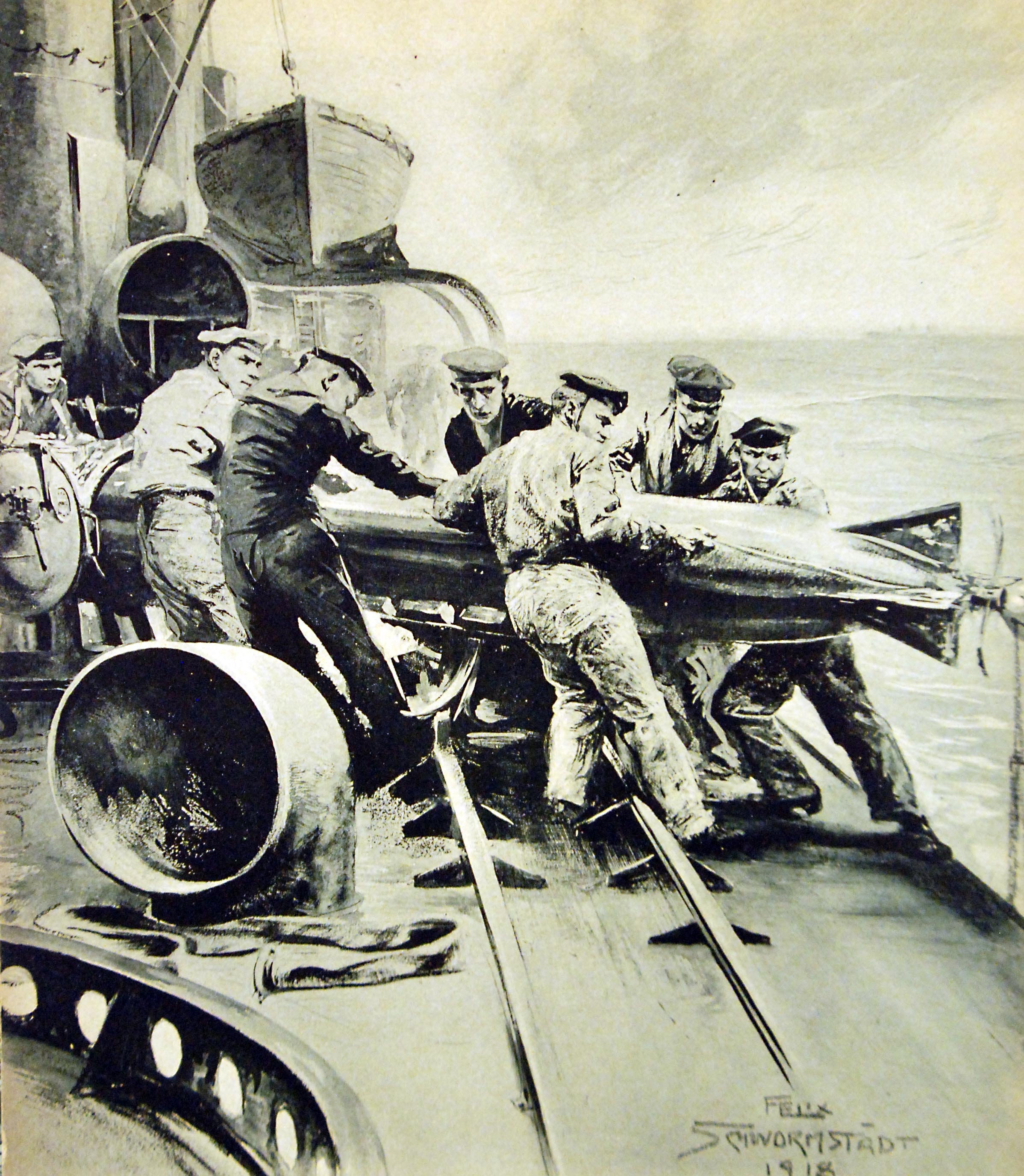
Ein Torpedorohr laden, WWI
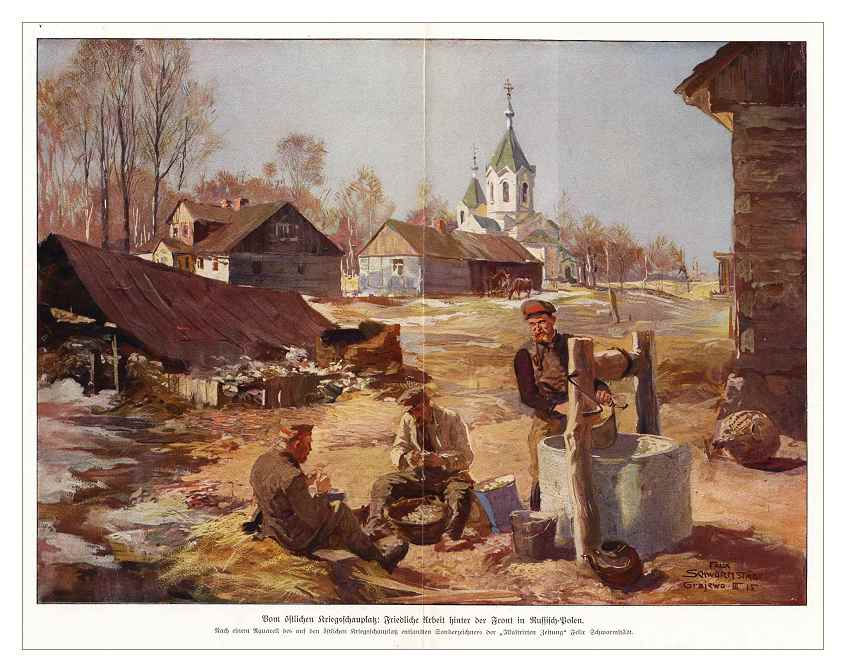
In Grajewo, russisch Polen, März 1915
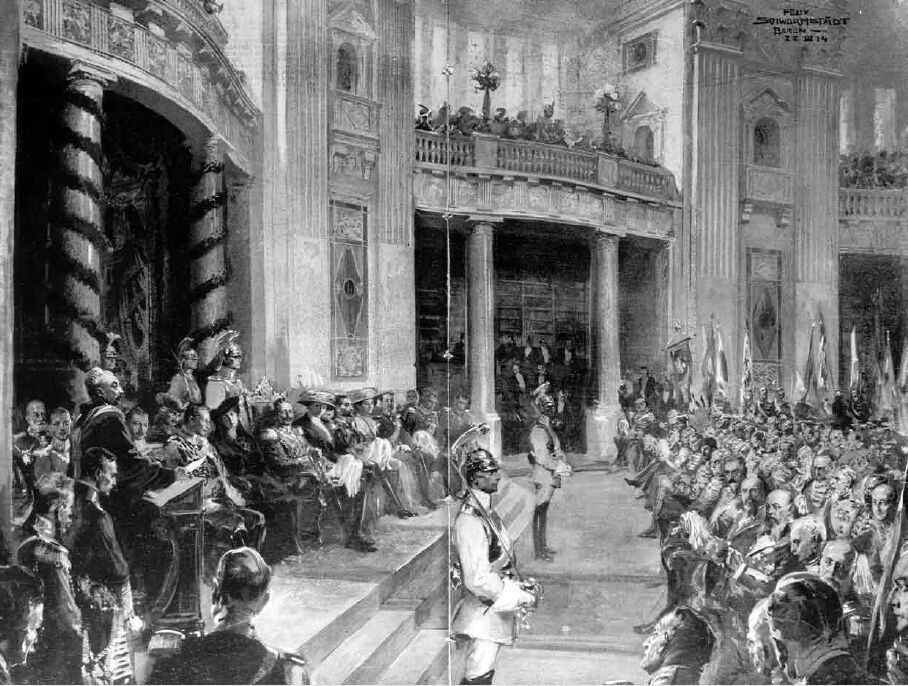
Eröffnungsfeier im Kuppellesesaal 1914 in Anwesenheit von Kaiser Wilhelm II., Festredner Adolf von Harnack als Generaldirektor